# Mönchsturm (Hammelburg)

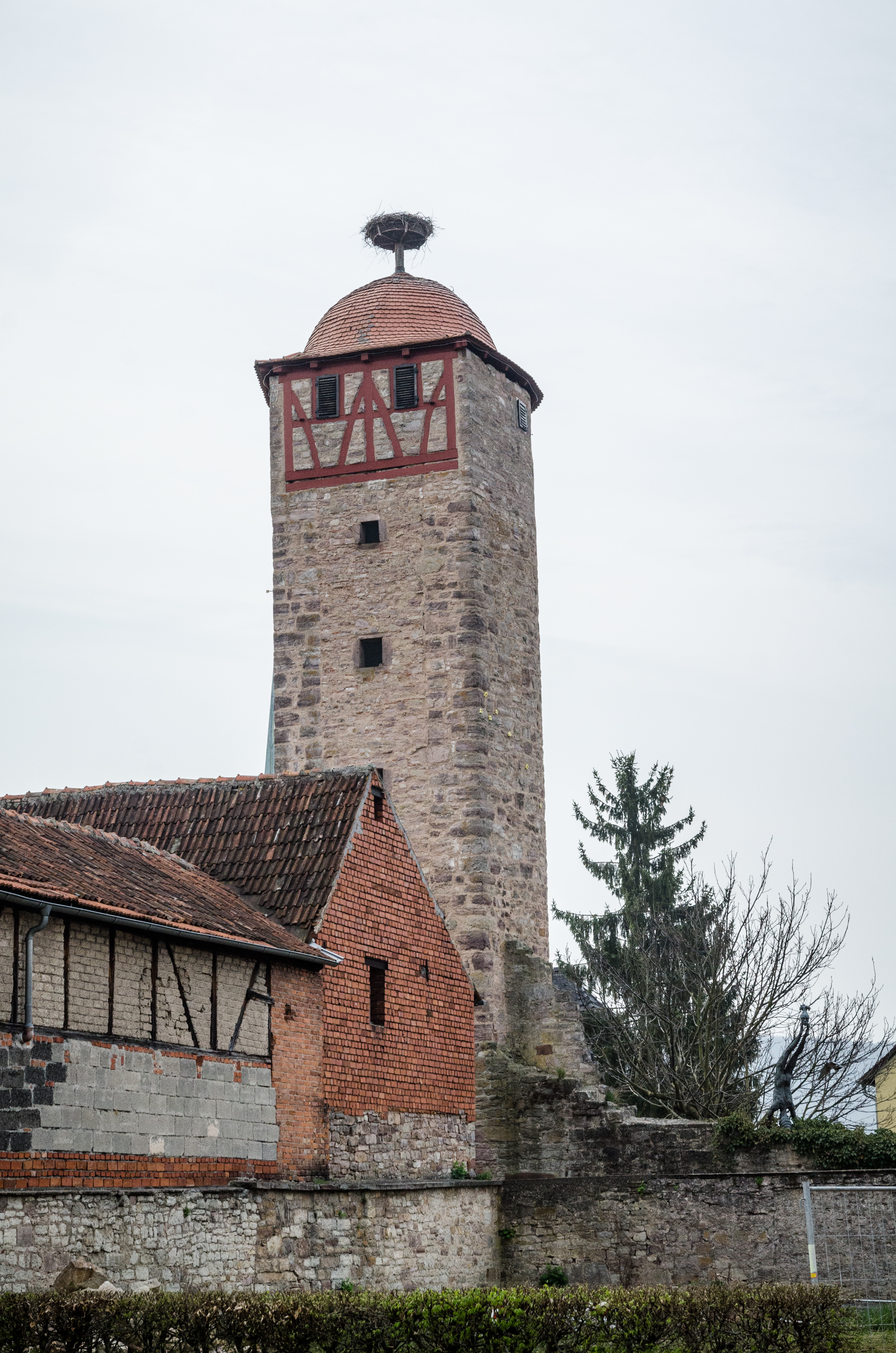
Mönchsturm in Hammelburg

Der Mönchsturm (auch als Storchen- oder Hexenturm bezeichnet) in Hammelburg, einer Kleinstadt im unterfränkischen Landkreis Bad Kissingen, wurde zwischen 1242 und 1260 errichtet. Der Wehrturm ist ein geschütztes Baudenkmal.
Der halbrunde, ehemals fünfgeschossige Turm aus Hau- bzw. Bruchsteinmauerwerk mit Glockendach ist einer der erhaltenen Türme der Hammelburger Stadtbefestigung.